# Музей Ахметзаки Валиди
Музей Ахметзаки Валиди — филиал Национального музея Республики Башкортостан, расположенный на малой родине Ахмет-Заки Валиди в селе Кузяново Ишимбайского района Башкортостана. Музей находится в центральной части деревни — на площади имени Заки Валиди.
Открыт Музей 4 ноября 1994 года. Основан — 2 ноября 1992 года. Основатель: Карим Фаткулович Шаяхметов (1934 года рождения), сейчас директор музея.
В музее более 1600 экспонатов, отражающие жизнь и деятельность Ахметзаки Валиди, его семьи. Дочь Ахметзаки Валиди, Исянбика Тоган обеспечила музей первыми историческими документами и фотографиями. В 2002 году Карим Шаяхметов в Турции встречался с детьми Ахмет-Заки Валиди — Исянбикой и Субидаем, с сыном соратника Ахмет-Заки Валиди — Яшаром. После этой поездки музей пополнился ценными экспонатами, в том числе картой автономного Башкортостана, все записи на которой выполнены Ахмет-Заки Валиди арабским шрифтом на башкирском языке, аудиокассета с записью речи Ахмет-Заки Валиди и песен в его исполнении..
Среди экспонатов:
- Мантия А. З. Валиди
- Обстановка комнаты родителей А. З. Валиди

## Местные достопримечательности
- Колодец Валиди,
- стела А. З. Валиди
- земли юрматинского рода

## Деятельность музея
В 2002 году по приглашению музея на родину своего отца вместе со своей дочерью Сарой приехала из Турции Исянбика Тоган.
За счет средств районного бюджета было организовано две экспедиции в Турцию.
14 февраля 2011 года музей посетила официальная делегация Международной организации ТЮРКСОЙ во главе с её генеральным секретарем Дюсеном Касеиновым.

## Строительство музея
Датой основания считается 2 ноября 1992 года.
Работы подрядных организаций по выполнению комплексного плана по увековечению памяти Ахмет-Заки Валиди находились под контролем Правительства РБ и Ишимбайской районной администрации, кураторство же над этим проектом осуществляло руководство Национального музея, главным образом кандидат философских наук Амир Юлдашбаев.
Первые посетители смогли переступить порог музея 4 октября 1994 года. В последующие годы прошел косметический ремонт основного и вспомогательных зданий музея, колодца, оград, выложенных тротуарной плиткой дорожек. Вокруг памятной стелы разбит сквер.